# نظام دخول من دون مفتاح

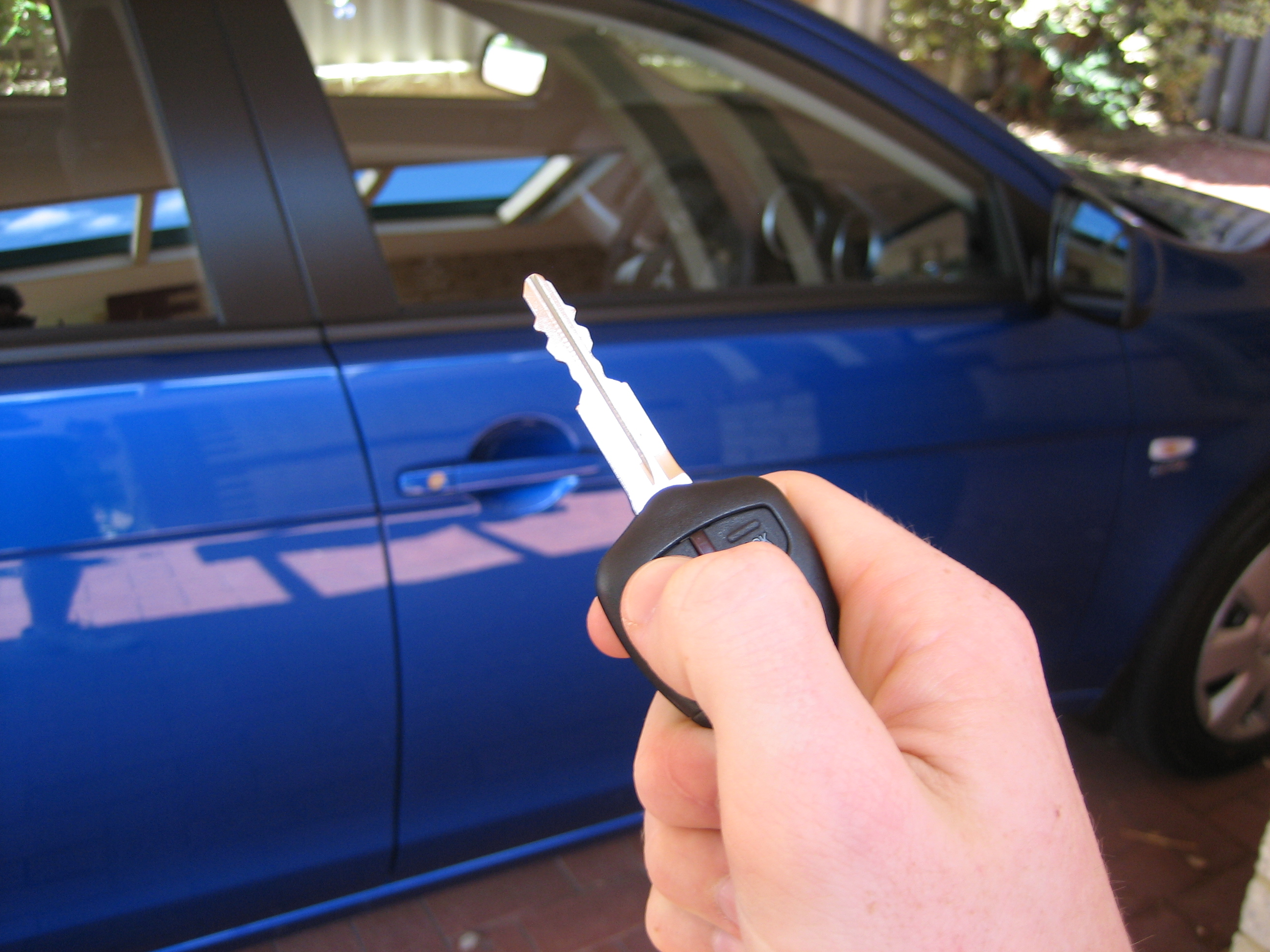
نظام دخول بدون مفتاح مدمج في مفتاح الإشعال يحتوي زرّين، أحدهما يفتح أبواب السيارة، والآخر يقفلها.

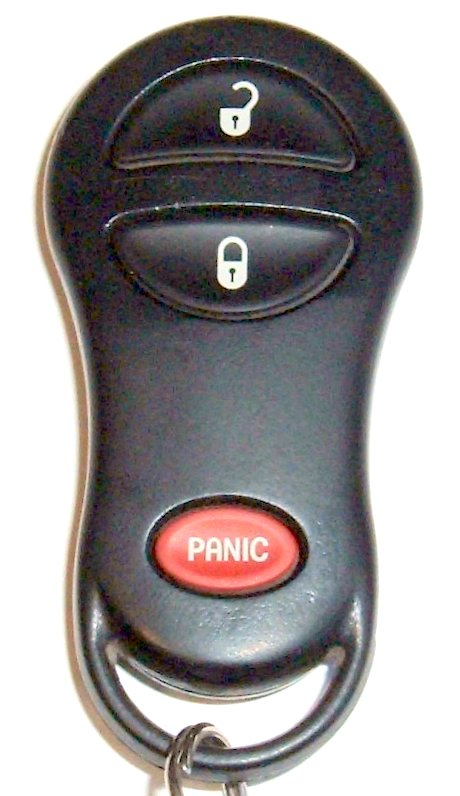
نظام دخول بدون مفتاح المُستخدم في شركتي كرايسلر ودودج.

نظام الدخول الذكي عبارة عن قفل إلكتروني يتحكم في الوصول إلى مبنى أو مركبة دون استخدام مفتاح ميكانيكي تقليدي. يعني مصطلح نظام الدخول بدون مفتاح في الأصل مفتاحا يتم التحكم فيه بواسطة لوحة مفاتيح تقع عند أو بالقرب من باب السائق، الأمر الذي يتطلب إدخال رمز رقمي محدد مسبقًا (أو مبرمج ذاتيًا). تحتوي هذه الأنظمة الآن على لوحة مفاتيح مخفية تعمل باللمس، ولا تزال متاحة في بعض طرازات فورد ولينكولن.
يُستخدم على نطاق واسع في السيارات، وهو يؤدي وظائف مفتاح السيارة القياسي دون اتصال جسدي. عندما تكون على بعد عدة ياردات من السيارة، فإن الضغط على زر على جهاز التحكم عن بعد يمكن أن يقفل الأبواب أو يفتحها، وقد يؤدي وظائف أخرى. يمكن أن يشتمل نظام التحكم عن بعد بدون مفتاح على حد سواء نظام دخول بدون مفتاح (RKE)، والذي يفتح الأبواب، ونظام الإشعال عن بعد بدون مفتاح (RKI)، الذي يشغل المحرك.